# Roxas (Palauã)
Roxas é um município de primeira classe de renda municipal (d) na província de Palauã, nas Filipinas. De acordo com o censo de 1 de maio  de  2020 possui uma população de 69 624 pessoas e 17 287 domicílios.